# Alfonso Valerio
Alfonso Valerio (Trieste, 18 luglio 1852 – Trieste, 28 dicembre 1942) è stato un avvocato e politico italiano.

## Biografia
Figlio di un industriale meccanico proveniente da Motta di Livenza cresce in una famiglia di forti sentimenti irredentisti. A tredici anni viene ammonito dalla polizia austro-ungarica assieme ad altri studenti per aver sfregiato l'aquila bicipite degli Asburgo che allora ornava le copertine dei libri di testo. Compie gli studi universitari a Graz, università dove è all'epoca attivo un fiorente circolo di irredentisti costituito da studenti della Venezia Giulia e Tridentina, dell'Istria, della Dalmazia, costretti a frequentare un istituto asburgico per poter poi lavorare nelle regioni di provenienza.
Dopo la laurea apre uno studio legale a Trieste ed inizia ad interessarsi alla vita politica, alla quale finisce col dedicarsi in via quasi esclusiva militando nelle file del Partito Nazionale Irredentista. Nel 1909 l'elettorato filo-italiano lo elegge podestà, carica che mantiene fino al 1915, anno in cui viene destituito dal governo asburgico dopo l'intervento italiano nella prima guerra mondiale.
Rimasto in città riprende la professione di avvocato nell'attesa degli esiti del conflitto. Nel 1918, a pochi mesi dal trionfo italiano di Vittorio Veneto e dal crollo della monarchia austro-ungarica, riunisce gli esuli delle terre irredente e i combattenti rientrati dai campi di internamento nemici in un Comitato di salute pubblica che assume tutti i poteri della città e impone l'immediato allontanamento delle autorità austriache, sempre più vacillanti per le sorti ormai delineate del conflitto. Il governo italiano lo riconferma nella carica di primo cittadino col consiglio comunale esautorato quattro anni prima, e da sindaco riceve  l'11 settembre 1918 Vittorio Emanuele III, venuto in visita alla città ormai italiana, il 20 dicembre successivo l'ancora interventista e non ancora fascista Mussolini, giunto in città per commemorare la figura di Guglielmo Oberdan.
Per i meriti conseguiti nel 1919, a pochi mesi dall'adesione al movimento dei Fasci italiani di combattimento, viene nominato senatore a vita nella categoria "Coloro che con servizi o meriti eminenti avranno illustrata la Patria".